# Andenes

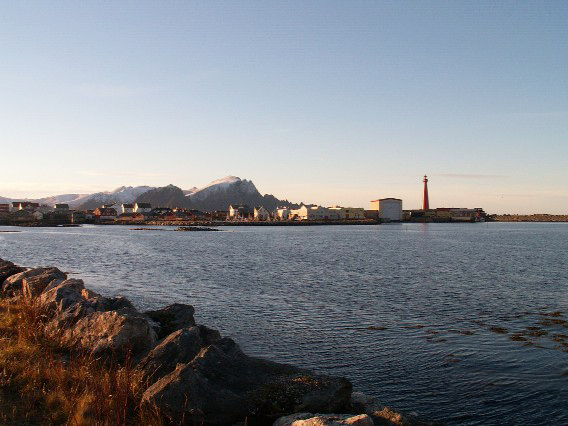
Porto de Andenes

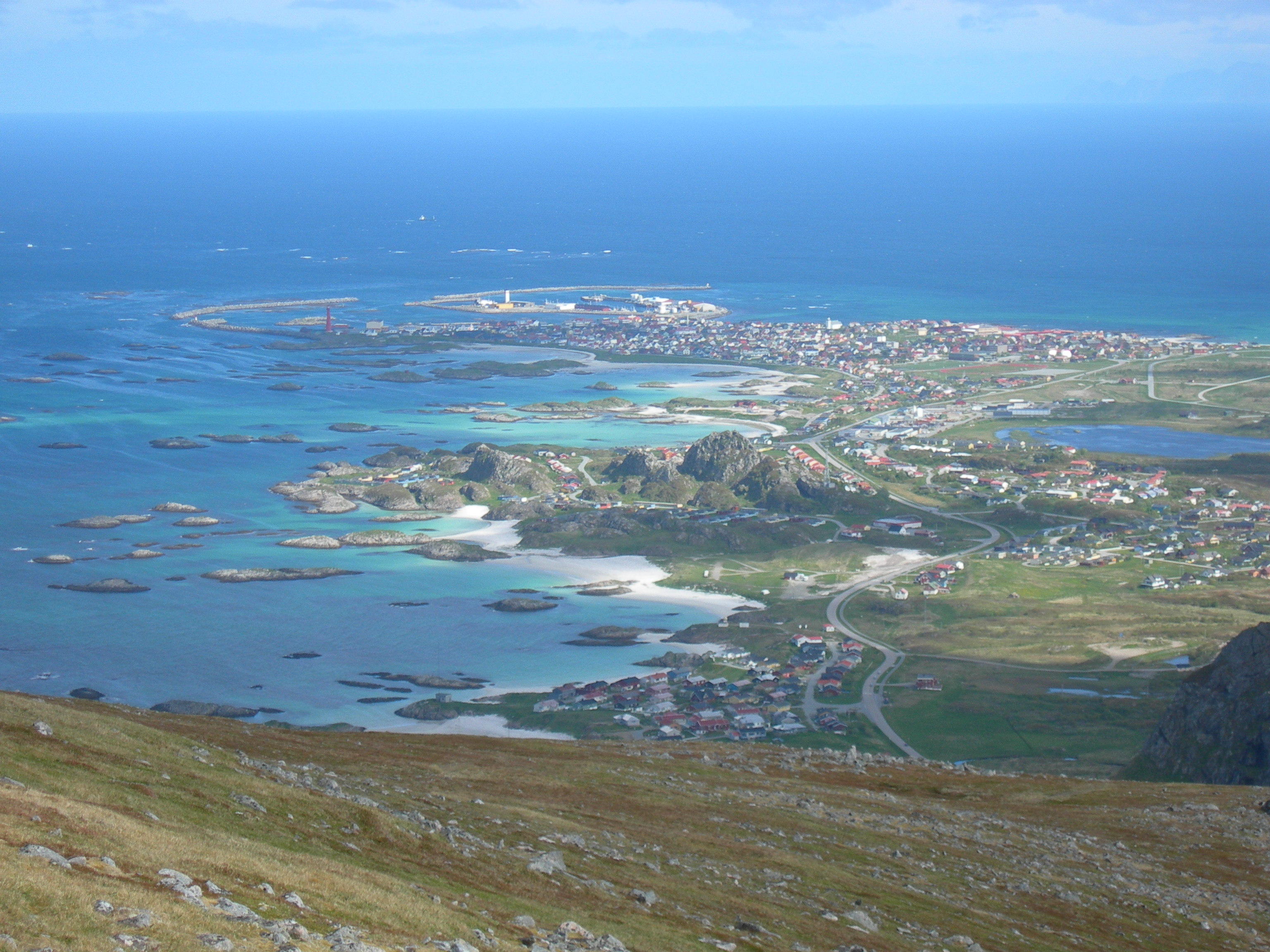
Andenes vista do Monte Røyken

Andenes é o povoado mais setentrional da ilha Andøya, na Noruega.
Situa-se 300 km a norte do Círculo Polar Ártico e tem uma população de aproximadamente 3700 habitantes. 